# Team Modena
Pour les articles homonymes, voir Modena (homonymie).
Ne pas confondre avec l’écurie Modena Team, une écurie de sport automobile italienne, engagée en championnat du monde de Formule 1 en 1991.
Team Modena est une écurie de sport automobile britannique. L'écurie compte notamment trois participations aux 24 Heures du Mans, en 2007, 2008 et 2009. L'écurie est dirigée par Graham Schulz et Rik Bryan.

## Histoire
En mars 2007, l'Aston Martin DBR9, pilotée par Antonio García, Liz Halliday et Darren Turner, de l'écurie, termine troisième des 12 Heures de Sebring dans la catégorie GT1, derrière les deux Chevrolet Corvette C6.R officielles,,.
Fin mai 2007, le Team Modena s'apprête à disputer les essais préliminaires des 24 Heures du Mans avec son Aston Martin DBR9.
Fin avril 2008, l'écurie annonce son intention de participer aux 24 Heures du Mans avec les pilotes Christian Fittipaldi, Jos Menten et Terry Borcheller sur Aston Martin DBR9.
Durant l'hiver 2009, l'écurie fait l'acquisition d'une Ferrari F430 GTC, dans l'objectif de participer aux Le Mans Series, ainsi qu'aux 24 Heures du Mans dans la catégorie GT2. Le directeur sportif de l'équipe, Michael Hinterberg s'exprime sur les premiers essais : « Nous avons beaucoup roulé mais nous n’avons pas cherché la performance. Avant de venir ici, nous avons roulé deux jours à Jerez afin de mieux comprendre le fonctionnement de l’auto et nous avons bien progressé ».
En mai 2010, l'écurie déclare forfait pour une quatrième participation aux 24 Heures du Mans,.